# 402 aC
El 402 aC va ser un any comú denominat així des de l'adopció del calendari gregorià, ja que a l'època se'l coneixia amb altres denominacions segons el calendari emprat. A l'antiga Roma era l'any 352 Ab urbe condita ('des de la fundació de la ciutat').

## Esdeveniments
- Elecció dels tribuns amb potestat consular: Gai Servili Ahala, Quint Servili Fidenat, Luci Virgini Tricost Esquilí, Quint Sulpici Camerí Cornut, Aulus Manli Vulsó Capitolí i Quint Servili Fidenat.[1]
- El rei Agis II envaeix l'Èlida perquè la regió no havia pagat els tributs acordats a Esparta.[2]
- La ciutat de Milet passa a domini persa.[3]
- Els volscs recuperen la ciutat de Terracina després d'anys de dominació romana, per una negligència de la guarnició.[4]
- Eucleides és escollit arcont epònim d'Atenes.

## Naixements
- Foció, conseller d'Alexandre el Gran.[5]

## Necrològiques
- Wei Lie Wang, rei de la Dinastia Zhou[6][7]
- Zisi, filòsof xinès mestre de Menci[8]